# Lista (računarstvo)
Lista je podatkovna struktura koja se odlikuje linearnim rasporedom pripadajućih elemenata. Po svojoj prirodi, lista je najsrodnija nizu, ali se uglavnom implementira koristeći dinamičko alociranje memorije i pokazivače.

## Osobine
Svaka lista mora zadovoljavati sljedeće osobine:
- Lista može biti prazna
- Moguće je ubaciti novi element na bilo koju poziciju u listi
- Moguće je izbaciti bilo koji element iz liste
- Lista ima svoju veličinu, tj. broj elemenata
- Svakom elementu liste se može pristupiti preko rednog broja, tj. indeksa

Lista se može sastojati od elemenata različitih tipova, a može biti tipizirana, tj. imati ograničenje da svi pripadajući elementi moraju biti istog, određenog unaprijed, tipa.